# Miguel Ángel González (atleta)
Miguel Ángel González (Rosario, ca. 1947) fue un deportista argentino ya fallecido, especializado en atletismo adaptado y natación adaptada, que se destacó por ser uno de los medallistas paralímpicos de ese país. González ganó tres medallas en los Juegos Paralímpicos de Tel Aviv 1968: una de oro en lanzamiento de jabalina, una de plata en lanzamiento de bala y una de bronce en lanzamiento de disco. Fue el varón argentino más premiado de esos Juegos, que a su vez fueron los más exitosos de la historia paralímpica argentina. 
En 2014 la Municipalidad de Rosario incluyó su nombre en una de las placas colocadas en el Paseo de los Olímpicos. Por sus logros deportivos fue reconocido en Argentina como Maestro del Deporte.

## Carrera deportiva

### Juegos Paralímpicos de Tel Aviv 1968
En los Juegos Paralímpicos de Tel Aviv 1968 Miguel Ángel González obtuvo tres medallas en atletismo: lanzamientos de jabalina -oro-, lanzamiento de bala -plata- y lanzamiento de disco -bronce.

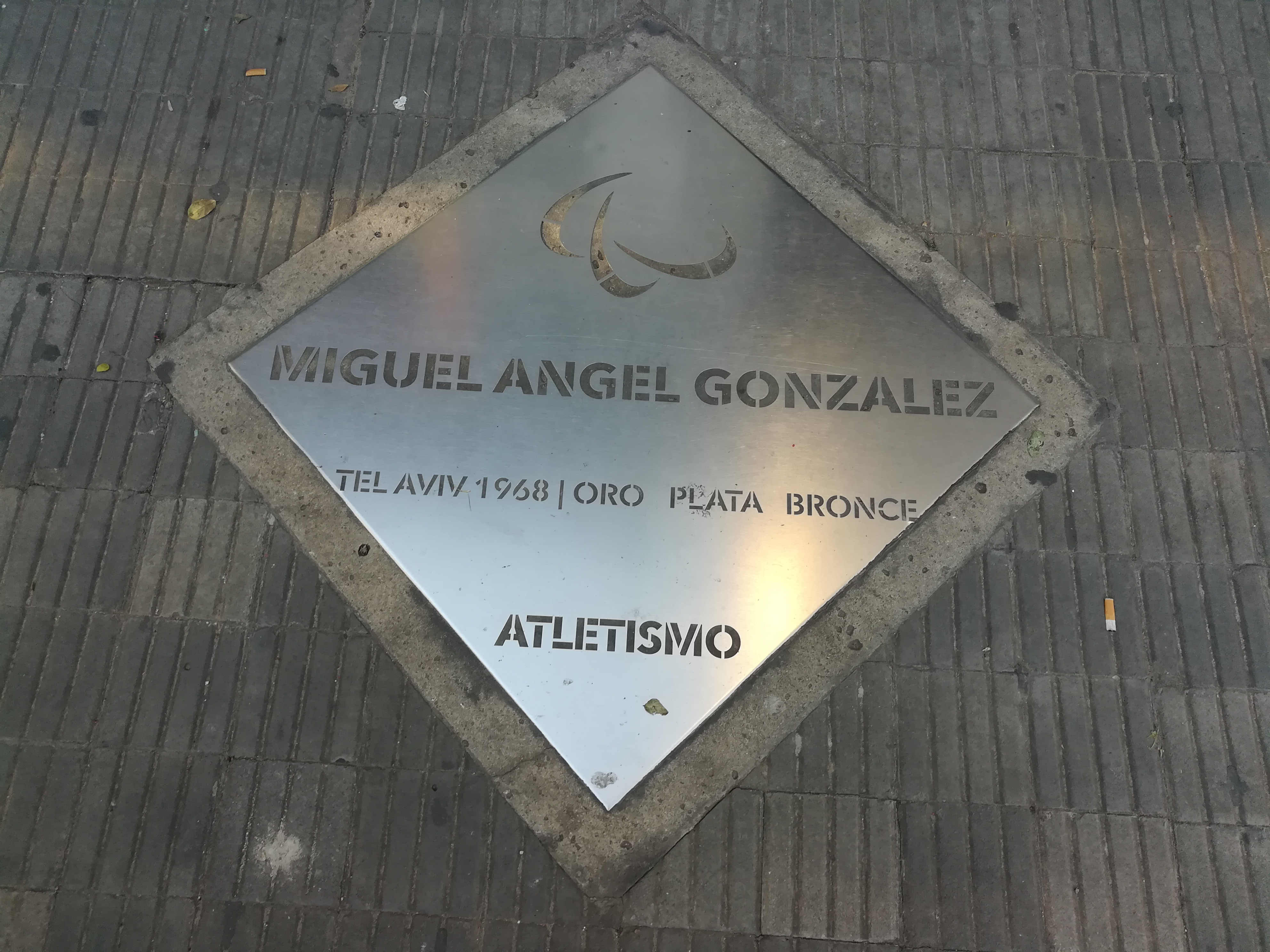
Placa homenaje a González en el Paseo de los Olímpicos de Rosario.

El desempeño del equipo argentino de atletismo en esos Juegos fue sobresaliente, ocupando la tercera posición en el medallero del deporte (detrás de Estados Unidos y el país anfitrión) y la segunda posición en el medallero femenino, detrás del país anfitrión.
| Tel Aviv 1968 Atletismo Medallero | Tel Aviv 1968 Atletismo Medallero | Tel Aviv 1968 Atletismo Medallero | Tel Aviv 1968 Atletismo Medallero | Tel Aviv 1968 Atletismo Medallero | Tel Aviv 1968 Atletismo Medallero |
|                                   | País                              |                                   |                                   |                                   | Total                             |
| --------------------------------- | --------------------------------- | --------------------------------- | --------------------------------- | --------------------------------- | --------------------------------- |
| 1                                 | Estados Unidos                    | 16                                | 11                                | 16                                | 43                                |
| 2                                 | Israel                            | 9                                 | 11                                | 12                                | 32                                |
| 3                                 | Argentina                         | 9                                 | 8                                 | 8                                 | 25                                |
| Fuente: IPC.                      |                                   |                                   |                                   |                                   |                                   |

| Atletismo Varones Jabalina clase especial Participantes: 11 | Atletismo Varones Jabalina clase especial Participantes: 11 | Atletismo Varones Jabalina clase especial Participantes: 11 | Atletismo Varones Jabalina clase especial Participantes: 11 | Atletismo Varones Jabalina clase especial Participantes: 11 | Atletismo Varones Jabalina clase especial Participantes: 11 |
|                                                             | Atleta                                                      | País                                                        | Distancia (m.)                                              |                                                             |                                                             |
| ----------------------------------------------------------- | ----------------------------------------------------------- | ----------------------------------------------------------- | ----------------------------------------------------------- | ----------------------------------------------------------- | ----------------------------------------------------------- |
| 1                                                           | Miguel Ángel González                                       | Argentina                                                   | 29.90                                                       |                                                             |                                                             |
| 2                                                           | Cameron                                                     | Estados Unidos                                              | 29.89                                                       |                                                             |                                                             |
| 3                                                           | Ed Owen                                                     | Estados Unidos                                              | 26.95                                                       |                                                             |                                                             |
| Fuente: IPC.                                                |                                                             |                                                             |                                                             |                                                             |                                                             |

| Atletismo Varones Lanzamiento de bala clase especial Participantes: 11 | Atletismo Varones Lanzamiento de bala clase especial Participantes: 11 | Atletismo Varones Lanzamiento de bala clase especial Participantes: 11 | Atletismo Varones Lanzamiento de bala clase especial Participantes: 11 | Atletismo Varones Lanzamiento de bala clase especial Participantes: 11 |
|                                                                        | Atleta                                                                 | País                                                                   | Distancia (m.)                                                         |                                                                        |
| ---------------------------------------------------------------------- | ---------------------------------------------------------------------- | ---------------------------------------------------------------------- | ---------------------------------------------------------------------- | ---------------------------------------------------------------------- |
| 1                                                                      | Ed Owen                                                                | Estados Unidos                                                         | 10.05                                                                  |                                                                        |
| 2                                                                      | Miguel Ángel González                                                  | Argentina                                                              | 9.29                                                                   |                                                                        |
| 3                                                                      | Jorge Diz                                                              | Argentina                                                              | 7.87                                                                   |                                                                        |
| Fuente: IPC.                                                           |                                                                        |                                                                        |                                                                        |                                                                        |

| Atletismo Varones Lanzamiento de disco clase especial Participantes: 9 | Atletismo Varones Lanzamiento de disco clase especial Participantes: 9 | Atletismo Varones Lanzamiento de disco clase especial Participantes: 9 | Atletismo Varones Lanzamiento de disco clase especial Participantes: 9 | Atletismo Varones Lanzamiento de disco clase especial Participantes: 9 |  |
|                                                                        | Atleta                                                                 | País                                                                   | Distancia (m.)                                                         |                                                                        |  |
| ---------------------------------------------------------------------- | ---------------------------------------------------------------------- | ---------------------------------------------------------------------- | ---------------------------------------------------------------------- | ---------------------------------------------------------------------- |  |
| 1                                                                      | Ed owen                                                                | Estados Unidos                                                         | 33.28                                                                  |                                                                        |  |
| 2                                                                      | Demorest                                                               | Estados Unidos                                                         | 26.60                                                                  |                                                                        |  |
| 3                                                                      | Miguel Ángel González                                                  | Argentina                                                              | 3196                                                                   |                                                                        |  |
| Fuente: IPC.                                                           |                                                                        |                                                                        |                                                                        |                                                                        |  |